# Sueski zaljev
Na sjevernom dijelu Crvenog mora u suženju kod Sinajskog poluotoka nalazi se Sueski zaljev (arapski خليج السويس Khalīǧ as-Suwais). 
Po nastanku Sueski zaljev je mlađeg porijekla nastao kao dio velikog afričkog rasjeda, sa starosti oko 28 milijuna godina.
Zaljev se proteže 300 kilometara u smjeru sjevero zapada do egipatskog grada Sueza i ulaza u Sueski kanal. Sredinom samog zaljeva se proteže i zemljopsna granica između kontinenata Afrike i Azije.
Ulaz u zaljev leži na polju Gemsa, naftnom i plinskom ležištu.

## Zemljopisni položaj
Sueski zaljev se prostire na sjeverozapadnom kraku Crvenog mora između sjeveroistočnog vrha Afrike (na svom zapadnom dijelu) te egipatskog dijela Sinajskog poluotoka (na svom istočnom dijelu). Ujedno je jedan od krakova trokrakog spojenog rasjeda čiji drugi krak čini zaljev Aqaba. 
Dužina zaljeva od usta kod tjesnaca Jubal do svog kraja kod grada Sueza je 314 kilometara, dok mu širina varira od 19 do 32 kilometra.

### Produženje
Međunarodna hidrografska organizacija definira južnu granicu Sueskog zaljeva kao Linija koja se proteže od Ràs Muhammeda (27°43'N) do južne istake otoka Shadwan (34°02'E) koja nastavlja zapadno prateći paralelno (27°27'N) do obale Afrike.

## Vanjske poveznice
|  | Zajednički poslužitelj ima još gradiva o temi Sueski zaljev |

- Zemljopisna karta Sueskog zaljeva  Arhivirana inačica izvorne stranice od 27. listopada 2003. (Wayback Machine)
- Satelitske fotografije Sueskog zaljeva i Sueskog kanala  Arhivirana inačica izvorne stranice od 29. ožujka 2005. (Wayback Machine)